# Vincent Dietschy
Pour les articles homonymes, voir Dietschy.
Vincent Dietschy est un réalisateur, scénariste et producteur de cinéma français.
Après avoir réalisé deux longs métrages, Julie est amoureuse et Didine, il revient au moyen métrage en 2011 et tourne La Vie parisienne, sorti en France le 28 janvier 2012, avec Estéban, Serge Bozon et Milo McMullen, prix Jean Vigo, prix du public au festival du cinéma de Brive, nommé aux César 2013.
Il écrit, réalise et monte ensuite Notre histoire (Jean, Stacy et les autres), produit par Annabelle Bouzom, avec dans les rôles principaux Anastasia Robin, Olivier Martinaud et Maïlys Favraud. Distribué selon une stratégie d’une salle à la fois, le film est prévu pour être visible uniquement au cinéma pendant 10 ans. Il sort le 20 novembre 2022 à la Ferme du Buisson, et il est présenté à la 61è Rencontre cinématographique de Pézenas.

## Filmographie

### Réalisateur
- 1992 : Une leçon de français
- 1998 : Cette nuit
- 1998 : Julie est amoureuse
- 2008 : Didine
- 2012 : La Vie parisienne, court métrage
- 2014 : Éloge du moyen
- 2015 : Lettre à Brive
- 2022 : Notre histoire (Jean, Stacy et les autres)

### Scénariste
- 1998 : Cette nuit
- 1998 : Julie est amoureuse
- 2003 : Qui a tué Bambi ? de Gilles Marchand
- 2008 : Didine
- 2012 : La Vie parisienne, court métrage
- 2022 : Notre histoire (Jean, Stacy et les autres)

### Producteur
- 1994 : Tous à la manif de Laurent Cantet
- 1994 : Intimité de Dominik Moll
- 1995 : Jeux de plage de Laurent Cantet
- 1996 : Soyons amis ! de Thomas Bardinet
- 1996 : Le Cri de Tarzan de Thomas Bardinet
- 1998 : Julie est amoureuse de Vincent Dietschy

## Distinctions

### Récompenses
- Prix Procirep au festival Premiers Plans d'Angers en 1998 pour Julie est amoureuse
- Prix du public au festival de Longwy en 2008 pour Didine
- Prix Jean-Vigo du court métrage 2012 pour La Vie parisienne
- Prix du public aux 9èmes Rencontres européennes du moyen métrage de Brive 2012 pour La Vie parisienne

### Nominations
- César 2013 : Nomination au César du meilleur court-métrage pour La Vie parisienne